# Catxú

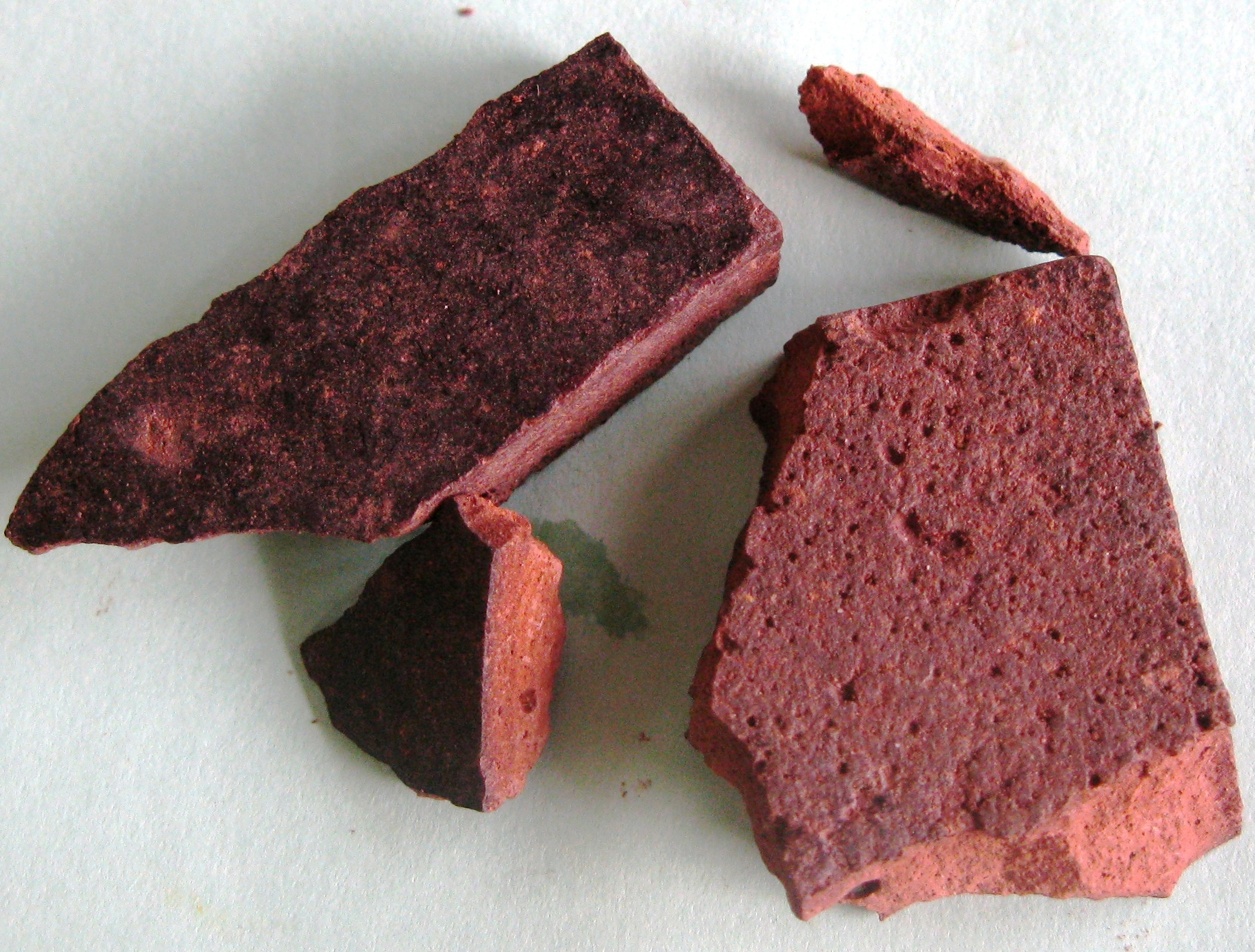
Catxú

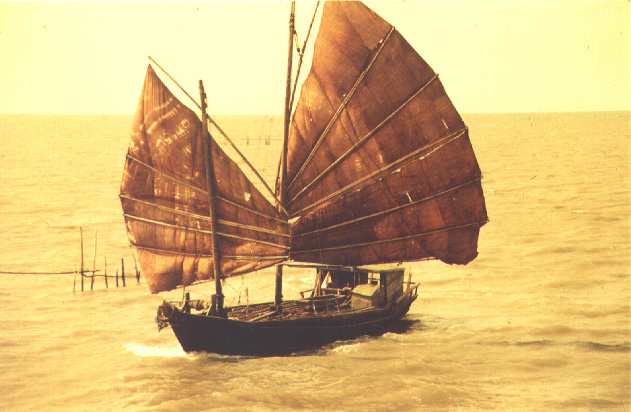
Petit junc de pesca a Indonèsia amb les veles catxutades

Catxú és un colorant vegetal, l'extracte de la fusta de l'arbre del catxú (Acacia catechu), entre altres espècies vegetals. Conté catetxina (polifenol metabòlit de propietats antioxidants) i catetxol (C₆H₄(OH)₂).
El catxú és un colorant molt fort. Dona als teixits un color que va del marró terrissa a un vermell marronós intens. S'utilitzava tradicionalment a Àsia com a tintura per a les veles de vaixells i per les xàrcies de pescadors. Aquesta operació es coneix amb el terme de "catxutatge"'. El catxú és molt apreciat per les seves propietats impermeabilitzants i fungicides. Ajuda a la conservació dels teixits i fibres naturals, com el cotó i el jute, que es troben en contacte constant amb l'aigua marina. Pel seu baix preu, aquesta tintura era molt utilitzada per a incrementar la durabilitat i qualitat de les veles en moltes comunitats costaneres de l'Àsia del Sud i del Sud-est. Des-de finals del segle XX ha caigut la demanda d'aquest producte per la motorització general dels vaixells de pesca i de transport en moltes zones de la regió, i perquè les xarxes de pesca tradicionals fetes amb fibres naturals s'han anat substituint per xarxes de fibres artificials.
El nom "catxú" prové del malai cachu; antigament també es trobava en el comerç sota el nom de terra japonica. Es coneix amb el nom de katha en hindi i de kaachukatti en tàmil. El catxú també es pot obtenir de la fusta de l'arbre Acacia polyacantha, abans considerada una varietat d'Acacia catechu.
El catxú també té usos medicinals. S'utilitzava en fitoteràpia ayurvèdica per tractar les irritacions de la gorja, per a refrescar l'alé i contra la diarrea, però només en quantitats molt petites, car és tòxic en dosis grans. Actualment també s'utilitza com a colorant alimentari. A part d'això, el catxú també es fa servir per a adobar el cuir i com a regulador de la viscositat en les perforacions petrolíferes.